# Smaragdwaran
Der Smaragdwaran (Varanus prasinus) ist eine Art der Schuppenkriechtiere (Squamata) aus der Gattung der Warane. Die im Regenwald Neuguineas heimische Echse ist baumbewohnend, nutzt ihren dünnen, flexiblen Greifschwanz als Kletterhilfe und ernährt sich von Insekten und kleinen Säugern.

## Merkmale
Das längste vermessene Exemplar wies eine Gesamtlänge von 84,5 cm bei einer Kopf-Rumpf-Länge von 29,5 cm auf, normal ist eine Gesamtlänge von etwa 70 cm. Die Schwanzlänge beträgt das 1,75fache der Kopf-Rumpf-Länge. Die Schnauze ist lang und spitz, der Kopf kurz, die Bauchschuppen für zusätzlichen Halt beim Klettern gekielt. Der Schwanz ist im Querschnitt rund, und wie auch bei etlichen nahe verwandten Arten ein langes, dünnes Greiforgan, das beim Klettern eingesetzt wird. Die Krallen sind für ihre Größe sehr scharf, die Gliedmaßen sind vergleichsweise lang.
Die Grundfarbe ist generell ein leuchtendes Grün, welches manchmal von unregelmäßig angeordneten, dunklen Bändern unterbrochen wird. Die Körperunterseite ist weißlich, gelblich oder grünlich. Von nahezu allen anderen Arten der V. prasinus-Gruppe unterscheidet sich der Smaragdwaran durch seine leuchtend grüne Farbe, vom ähnlich gefärbten V. telenesetes kann er durch das Fehlen einer Musterung auf der Kehle unterschieden werden.

## Verbreitung und Lebensraum
Der Smaragdwaran bewohnt große Teile von Neuguinea, und einige vorgelagerte Inseln wie etwa Salawati sowie Boigu (Torres-Straße). Er bewohnt Monsunwälder, Regenwälder, Palmenwälder, Mangroven und Kakaoplantagen bis in 830 m Meereshöhe.

## Lebensweise
Der Smaragdwaran ist baumbewohnend, und wie alle Warane tagaktiv und Einzelgänger. Er klettert recht langsam unter Zuhilfenahme des Greifschwanzes. Die Art ernährt sich vor allem von kleinen Insekten, Spinnentieren, Hundertfüßern und Nagetieren. Die bis zu 40 g schweren Nager werden am Nacken gepackt, wiederholt auf den Untergrund geschlagen, mit den Krallen gekratzt und mit dem Kopf voran verschlungen. Die Beute wird sowohl in den Bäumen als auch am Boden gesucht.
Über die Fortpflanzung des Smaragdwarans in der Natur ist nur wenig bekannt. In Freiheit werden die Eier offenbar in Termitennester gelegt, die Jungtiere wurden bisher nur im Oktober beobachtet und ernähren sich allem Anschein nach noch einige Zeit nach ihrem Schlupf von Termiten und deren Eiern.

## Systematik
Innerhalb der Gattung Varanus wird der Smaragdwaran in die Untergattung Euprepiosaurus gestellt, wo er Nominatform und Mitglied der V. prasinus-Gruppe ist; diese Gruppe bildet das Schwestertaxon zur V. indicus-Gruppe.
Dem Smaragdwaran wurden lange Zeit zahlreiche Unterarten zugeordnet, mittlerweile wurden alle einstigen Unterarten in den Artstatus erhoben. Die in der Vergangenheit zeitweise als Unterarten geführten Varanus beccarii, Varanus bogerti und Varanus kordensis werden heute allgemein als eigenständige Arten geführt, die Taxonomie im V. prasinus-Komplex bleibt jedoch weiterhin sehr zweifelhaft und bedarf einer Überarbeitung.